# 니네트 드 발루아
니네트 드 발루아 여사(Dame Ninette de Valois, 1898년 6월 6일 ~ 2001년 3월 8일)는 아일랜드에서 태어난 잉글랜드의 발레리나, 발레 교육자, 안무가이다.
세르게이 디아길레프의 발레 뤼스에서 활약했으며, 20세기 최고의 발레단 중 하나인 로열 발레단을 설립했다. 또한 후에 버밍엄 왕립 발레단과 영국 왕립발레학교도 설립했다. 전세계 발레사에서 영향력 있는 인물 중 한 명이며, 잉글랜드와 아일랜드 발레계의 대모라고 불린다.

## 서훈
- 1947년 대영 제국 훈장 3등급(CBE)[4]
- 1951년 대영 제국 훈장 2등급(DBE, 작위급 훈장)[5]
- 1982년 컴패니언 오브 아너(Order of the Companions of Honour; CH)[6]
- 1992년 메리트 훈장(Order of Merit; OM)[7]

## 같이 보기
- 레지옹 도뇌르 훈장